# Oecetis bicuspida
Oecetis bicuspida är en nattsländeart som beskrevs av Gibbs 1973. Oecetis bicuspida ingår i släktet Oecetis och familjen långhornssländor. Inga underarter finns listade i Catalogue of Life.